# 丘绿
丘绿（日语：／ Oka Midori */?，又譯為丘美登里；1984年7月26日—），日本女歌手，出生于兵库县宍粟郡安富町（现姬路市）。2002年时以本名冈美里（日语：岡 美里）在偶像团体HOP CLUB出道。2005年起改艺名丘绿，并转向演歌歌手活动。

## 经历
丘绿在5岁开始学习民谣，小学5年级时在兵库县民谣大赛中获胜，是县史上最年少获胜者，此后多次在民谣竞赛中优胜。年少时即以鸟羽一郎为偶像，定下目标成为一个演歌歌手。
就读于兵库县立山崎高等学校三年级时通过了Horipro举办的选拔，成为旗下偶像团体HOP CLUB的成员，2002年10月出道开始演艺事业。但因为放不下对演歌的情怀，2003年9月宣布毕业。此后以演歌歌手为目标，进入音乐学校学习。
2005年8月，改名丘绿后发表了首张单曲《今早的候鸟》（日语：おけさ渡り鳥）而正式作为演歌歌手出道。除了歌曲外，当时丘选择露脐装和迷你裙等与传统演歌歌手和服打扮完全不同的穿着也吸引了不少关注。
刚出道不久，丘的母亲罹患癌症，丘为了陪伴在母亲身边，停止了音乐活动。丘曾说“我要成为能够登上红白的歌手，妈妈也要更有精神一点”，但丘的母亲还是于2006年末去世。
此后10年间，丘绿数次有不再唱歌的想法，虽然期间也继续发布新歌，但销量并没有多少变化。想到母亲生前所说“后悔做过的事，比后悔没去做的事更有意义”，丘决定再次出发。
2016年丘绿只身来到东京，移籍至国王唱片，其后发布的第一张单曲《雾之河》（日语：霧の川）获得Oricon演歌周榜第一位。同年被任命为姬路市观光大使。
2017年11月举办个人首次演唱会。年末凭借单曲《佐渡的夕笛/雨的木屋町》首次登上第68回NHK红白歌会，实现了与母亲的约定，丘绿的祖母也来到现场为她加油。
2018年1月被任命为宍粟市观光大使。4月与市川由纪乃、杜好三人组成“雪・月・花～新演歌三姐妹～”组合。年末再次登上第69回NHK红白歌会舞台。

## 作品

### 单曲
|   | 发售日         | 标题                  | 编号       | Oricon 最高位 |
| - | -------------- | --------------------- | ---------- | ------------- |
| 1 | 2005年8月24日  |                       | VPCA-82962 |               |
| 2 | 2007年7月25日  |                       | TKCA-90212 | 166位         |
| 3 | 2008年9月3日   |                       | TKCA-90293 | 94位          |
| 4 | 2010年11月10日 |                       | TKCA-90405 | 153位         |
| 5 | 2012年5月23日  |                       | TKCA-90484 | 200位         |
| 6 | 2014年5月14日  |                       | TKCA-90609 | 158位         |
| 7 | 2016年6月22日  |                       | KICM-30734 | 28位          |
| 8 | 2017年2月8日   | 佐渡的夕笛/雨的木屋町 | KICM-30778 | 25位          |
| 9 | 2018年3月7日   | 小䴙䴘湖/伊那的故乡   | KICM-30844 | 21位          |

### 专辑
|   | 发售日         | 标题 | 编号      | Oricon 最高位 |
| - | -------------- | ---- | --------- | ------------- |
| 1 | 2017年10月25日 |      | KICX-1040 | 107位         |

### 影像作品
|   | 发售日        | 标题 | 格式      | 编号     | Oricon 最高位 |
| - | ------------- | ---- | --------- | -------- | ------------- |
| 1 | 2018年3月7日  |      | DVD       | KIBM-708 | 31位          |
| 2 | 2018年11月7日 |      | BD        | KIXM-342 | 34位          |
| 2 | 2018年11月7日 | DVD  | KIBM-752  | 23位     |               |
| 2 | 2018年11月7日 | CD   | KICX-1078 | 127位    |               |

## 奖项
- 2016年 第9届日本作曲家协会音乐节“奖励奖”[12]
- 2016年 第49届日本作词大奖“优秀作品奖”[13]